# Communauté de communes de Jarnac
Die Communauté de communes de Jarnac  ist ein ehemaliger französischer Gemeindeverband mit der Rechtsform einer Communauté de communes im Département Charente in der Region Nouvelle-Aquitaine. Sie wurde am 15. November 1993 gegründet und umfasste 18 Gemeinden. Der Verwaltungssitz befand sich im Ort Jarnac.

## Historische Entwicklung
Mit Wirkung vom 1. Januar 2017 fusionierte der Gemeindeverband mit
- Communauté de communes de Grande Champagne,
- Communauté de communes Grand Cognac sowie
- Communauté de communes de la Région de Châteauneuf

und bildete so die Nachfolgeorganisation Communauté d’agglomération du Grand Cognac.

## Ehemalige Mitgliedsgemeinden
1. Bassac
2. Bourg-Charente
3. Chassors
4. Fleurac
5. Foussignac
6. Gondeville
7. Houlette
8. Jarnac
9. Julienne
10. Mainxe
11. Mérignac
12. Les Métairies
13. Nercillac
14. Réparsac
15. Sainte-Sévère
16. Saint-Même-les-Carrières
17. Sigogne
18. Triac-Lautrait